# Bandera de Guayaquil
La bandera de Guayaquil fue establecida después de la victoria de las tropas emancipadoras en la independencia de la ciudad el 9 de octubre de 1820 como la insignia de la República de Guayaquil que abarcaba varias provincias de la actual costa ecuatoriana. Se sostiene que fue el Dr. José Joaquín de Olmedo quién ideó el pabellón celeste y blanco, siendo él mismo quien diseñó el actual escudo de la ciudad. La bandera está dividida en 5 franjas horizontales, tres de ellas celestes y dos blancas. Además en la franja celeste central están tres estrellas blancas.
En 1952 don Pedro Robles Chambers, gracias a los acertados trabajos que previamente había realizado José Gabriel Pino Roca, así como a un conjunto de documentos inéditos que le facilitara el Dr. Pedro José Huerta, obtuvo la reconstrucción exacta del escudo colonial de la ciudad de Guayaquil, en el que se puede apreciar -en su tercio inferior- al río Guayas representado por cinco franjas, tres de ellas azules y las dos restantes blancas. A fuerza de ver en diferentes lugares y durante muchos años el Escudo Colonial de la ciudad, esta imagen quedó  grabada en los guayaquileños y al momento de su independencia adoptaron estos colores en su pabellón. 
En su “Reseña Histórica”, José de Villamil señala que el 9 de octubre de 1820 “…por disposición de la Junta (de Gobierno) se desplegó la bandera de Guayaquil independiente compuesta de cinco fajas horizontales, tres azules y dos blancas y en la del centro (azul) tres estrellas…”.
Dentro de la historia de la bandera ecuatoriana, se considera a esta bandera como la 4.ª bandera nacional, misma que flameó en el campo de batalla, como insignia del Batallón Yaguachi, durante la victoria de las tropas independentistas sobre las tropas realistas en la Batalla de Pichincha. Dentro de la historia republicana, es la segunda, si se le da validez a la bandera roja con aspa blanca que supuestamente fue la del 10 de agosto de 1809. En la práctica, es la primera bandera que representó a un territorio verdaderamente libre en lo que hoy es la República del Ecuador.

## La identidad de las tres estrellas

Bandera de la Provincia del Guayas.

Segunda bandera de la Provincia Libre de Guayaquil o República de Guayaquil, que abarcaba varias provincias de la actual costa ecuatoriana y cuya capital era la ciudad de Guayaquil.

En el libro La lucha de Guayaquil de 1984, el historiador Julio Estrada Icaza refiere que las 3 estrellas en la bandera, representan a la existencia y hermandad con las provincias de la Real Audiencia de Quito (Guayaquil, Cuenca y Quito) pero no que necesariamente representen los días exactos de la revolución de cada una de esas ciudades.
Algunos historiadores afirman que representan las tres principales ciudades de la Provincia Libre de Guayaquil, las cuales son: Portoviejo, Machala y la capital Guayaquil. Pero este argumento tiene una gran debilidad y es que, en esa época, Machala era una población de mucho menor importancia que otras de la Provincia de Guayaquil, como Daule, Bodegas, Baba y otras, que en los censos figuran con mayor población y que eran también económicamente más importantes. No hay documento que soporte la teoría de las tres ciudades. En el caso de Portoviejo se acepta porque era cabeza de partido y la segunda ciudad más importante y más antigua de la provincia, además que era autónoma porque tenía cabildo propio. Hay otras teorías que difunden a Jipijapa como la tercera ciudad más importante de la provincia libre de Guayaquil que era también una de las más pobladas, desde la época del Gobierno de Guayaquil y el Corregimiento de Guayaquil ya que desde el siglo XVIII, contribuyó a la economía agrícola, algodonera, tabacalera y del artesonado como en el caso sombreros, bordados, madera y mano de obra agraria y constructora. 

## Banderas históricas

Bandera de la Provincia Libre de Guayaquil (1820-1822)
Bandera de la Provincia Libre de Guayaquil (1822)